# Embalse de Irueña
El embalse y presa de Irueña son una obra de ingeniería civil hidráulica española construida en el curso medio-alto del río Águeda, en la provincia de Salamanca, Castilla y León. El embalse toma su nombre de un castro celta ubicado 30 m por encima de las aguas del embalse.
El cometido principal del embalse, que tiene una capacidad de 110 millones de metros cúbicos, es regular el caudal del río Águeda y evitar así las inundaciones que soportaban los vecinos del barrio mirobrigense del Arrabal del Puente.
El proceso de llenado del embalse culminó el 14 de marzo de 2014, cuando se inició el vertido de agua por los aliviaderos de superficie, tras haber seguido cuatro fases establecidas por el Ministerio de Agricultura, Alimentación y Medio Ambiente a la Confederación Hidrográfica del Duero.

## Características
El propietario es la Confederación Hidrográfica del Duero, dependiente del Ministerio de Agricultura, Alimentación y Medio Ambiente. Las obras, que comenzaron en 1997, y cuyo coste total ha sido de 34 747 698,57 €, finalizaron en el año 2003. El proyectista de las mismas fue Isidro Lázaro Martín y la constructora, Ferrovial-Agromán.

### De la presa
La presa se ubica en los términos municipales de El Bodón y El Sahugo. La obra dio como resultado una presa de tipo arco gravedad, cuyo espesor en coronación es de 8,00 m. La altura sobre cimientos es de 76,5 m y sobre el cauce del río de 68,5 m. La cota de coronación es de 777,5 m s. n. m., la longitud de la coronación de 420 m y la de las galerías internas de 1 250 m. La cantidad de hormigón utilizada en la construcción ascendió a 325 000 m³. Cinco vanos de 13 metros cada uno conforman el aliviadero, que no cuenta con compuertas y cuentan con una capacidad total de 950 m³/s. Los desagües son cuatro, dos de fondo y dos de medio fondo, cuya capacidad total máxima es de 185 m³/s.

### Del embalse
El embalse tiene una superficie de cuenca de 460 km² y superficie total de 600 ha. Posee una capacidad de 110 hm³. La cota máxima de normalidad es de 772,5 m s. n. m. y la aportación media anual es de 289 hm³. Los términos municipales afectados son los de Fuenteguinaldo, Robleda, El Sahugo y El Bodón.